# Agrostophyllum wenzelii
Agrostophyllum wenzelii är en orkidéart som beskrevs av Oakes Ames. Agrostophyllum wenzelii ingår i släktet Agrostophyllum och familjen orkidéer.
Artens utbredningsområde är Filippinerna. Inga underarter finns listade i Catalogue of Life.